# Allobates spumaponens
Allobates spumaponens е вид земноводно от семейство Aromobatidae.

## Разпространение
Видът е разпространен в Гвиана.